# Georg Pazderski

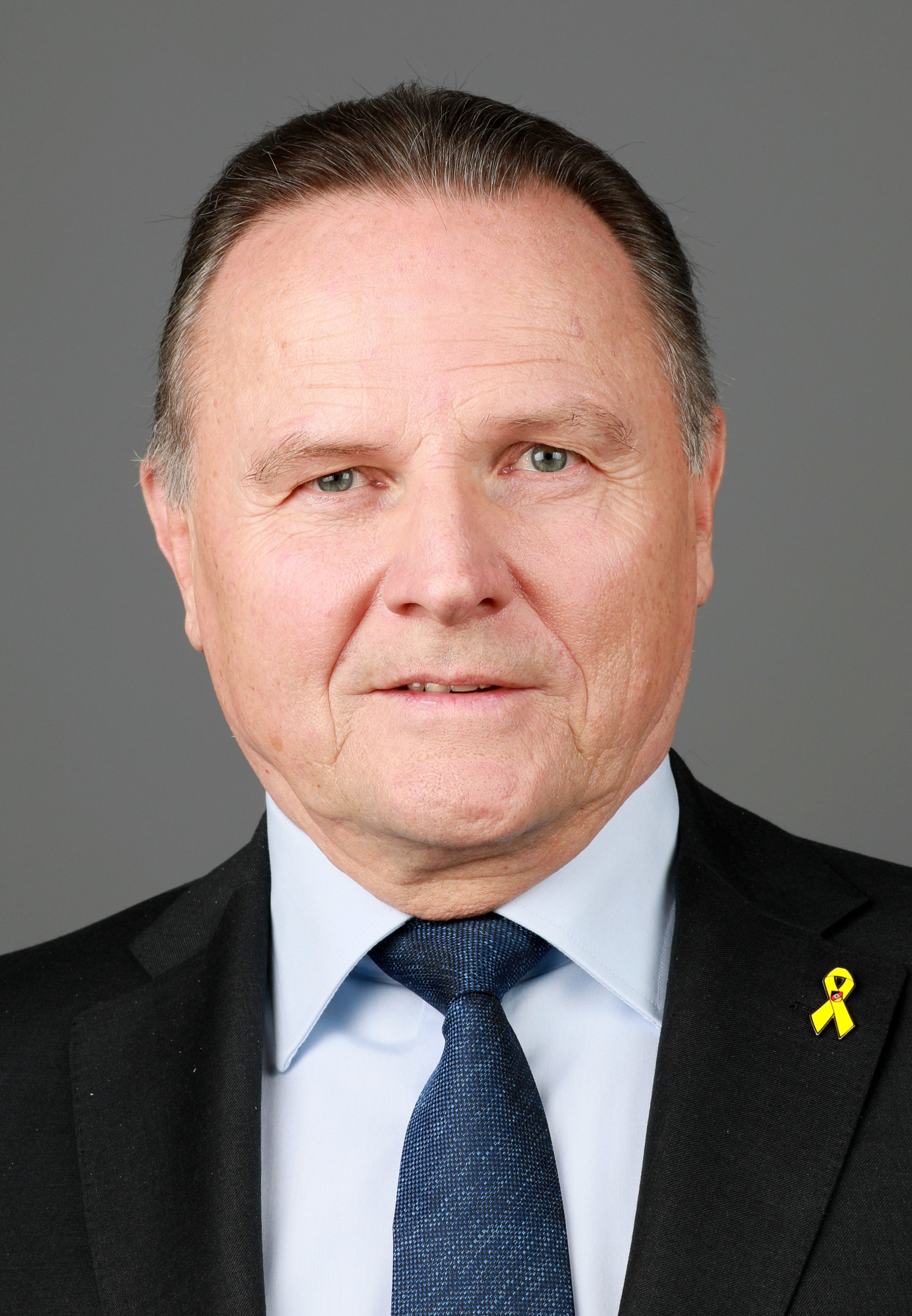
Georg Pazderski (2017)

Georg Pazderski (* 6. Oktober 1951 in Pirmasens) ist ein deutscher Politiker (parteilos, bis Mai 2024 AfD) und Oberst a. D.
Nach einer 41-jährigen Soldatenlaufbahn und einer abschließenden Führungsposition im Allied Joint Force Command Lisbon der NATO wechselte Pazderski in die Politik. Im Mai 2013 wurde er zunächst Geschäftsführer der AfD Berlin, von Oktober 2013 bis Ende 2015 Bundesgeschäftsführer. Von Januar 2016 bis November 2017 agierte er als einer von zwei Landesvorsitzenden der AfD Berlin; danach war er bis Januar 2020 alleiniger Landesvorsitzender. Von 2016 bis 2021 war er Mitglied des Abgeordnetenhauses von Berlin und Vorsitzender seiner Fraktion. Von 2017 bis November 2019 war er außerdem einer von drei stellvertretenden Bundessprechern der AfD, von 2015 bis 2017 war er bereits als Beisitzer im Bundesvorstand aktiv.

## Biografie
Pazderski wurde als Sohn eines polnischen Vaters und einer deutschen Mutter im pfälzischen Pirmasens geboren. Sein Vater war während des Nationalsozialismus als Zwangsarbeiter ins Deutsche Reich verschleppt und in einem Arbeitslager interniert worden.
Pazderski absolvierte eine Berufsausbildung zum Großhandelskaufmann. Er wurde dann Soldat in der Bundeswehr. Er durchlief bei der Bundeswehr die Ausbildung zum Offizier und studierte dort Betriebswirtschaftslehre. Von 1987 bis 1989 absolvierte er den 30. Generalstabslehrgang (H) an der Führungsakademie der Bundeswehr in Hamburg.
Von 1990 bis 1998 war er am Aufbau der Bundeswehr in den neuen Bundesländern beteiligt. So wurde er 1992/93 im Dienstgrad eines Oberstleutnants Kommandeur des Panzergrenadierbataillons 391 in Bad Salzungen. Mitte der 1990er Jahre war er im Rahmen eines Auslandseinsatzes nach Sarajevo/Bosnien-Herzegowina kommandiert. 2000/01 war er Sicherheits- und Verteidigungspolitischer Berater des Ständigen Vertreters der Bundesrepublik Deutschland bei der Europäischen Union, Wilhelm Schönfelder, in Brüssel/Belgien. In Münster war er stellvertretender Chef des Stabes und Direktor für Operationen des 1. Deutsch-Niederländischen Korps.
Als einer von drei Leitern einer internationalen Planungsgruppe („Combined Planning Group“), die aus ca. 30 Stabsoffizieren aus den Partnerländern der Operation Enduring Freedom gebildet wurde, diente er von 2005 bis 2010 unter mehreren Kommandeuren, unter anderem US-General David Petraeus, im Hauptquartier der United States Central Command auf der MacDill Air Force Base in Tampa, Florida/USA. Zuletzt war er zwei Jahre als Abteilungsleiter für Logistik im Allied Joint Force Command Lisbon der NATO in Oeiras nahe Lissabon in Portugal tätig. Nach insgesamt 41 Jahren als Berufssoldat schied er im Rang eines Oberst im Generalstabsdienst Ende 2012 aus dem Dienst aus.
Er ist stellvertretender Vorsitzender des gemeinnützigen Vereins Perspektive Afrika.
Seit 2010 hat er mit seiner Ehefrau den Hauptwohnsitz in Berlin.

## Politik
Im Jahre 2013 trat Pazderski in die Alternative für Deutschland (AfD) ein. Er war von Mai bis September 2013 Geschäftsführer der AfD Berlin und von Oktober 2013 bis Juni 2015 Bundesgeschäftsführer. Auf dem Bundesparteitag in Essen 2015 wurde er im Juli 2015 mit ca. 56 Prozent der Stimmen als Beisitzer in den Bundesvorstand gewählt. Im Januar 2016 wählte ihn der Berliner Landesparteitag mit ca. 56 Prozent der Stimmen zum zweiten Landesvorsitzenden der AfD Berlin. Die Vorstandswahl wurde wegen Betrugsvorwürfen vor Parteigerichten angefochten und wurde für ungültig erklärt. Beim Landesparteitag im November 2017 wurde Pazderski dann mit ca. 79 Prozent der Stimmen zum alleinigen Landesvorsitzenden gewählt. Beim Bundesparteitag in Hannover im Dezember 2017 kandidierte Pazderski erfolglos als Bundesvorsitzender. Sowohl er als auch die überraschend kandidierende Doris von Sayn-Wittgenstein erreichten die erforderliche absolute Mehrheit knapp nicht. Nach der Wahl von Alexander Gauland wurde Pazderski mit ca. 51 Prozent der Stimmen zum stellvertretenden Bundesvorsitzenden gewählt.
Eine Landeswahlversammlung wählte Pazderski im April 2016 zum Spitzenkandidaten seiner Partei für die Berliner Abgeordnetenhauswahl 2016. Er zog über die Landesliste – seine Partei erhielt 14,2 Prozent der Zweitstimmen – in das Abgeordnetenhaus ein, dessen Ältestenrat er bis zu seinem Ausscheiden aus dem Abgeordnetenhaus angehörte. Außerdem wurde er Vorsitzender seiner Fraktion. Pazderski war Mitglied der 16. Bundesversammlung, die im Februar 2017 zur Wahl des deutschen Bundespräsidenten zusammentrat. Bei der Bundestagswahl 2017 kandidierte Pazderski als Direktkandidat für den Bundestagswahlkreis Berlin-Pankow, verfehlte jedoch den Einzug in den Bundestag mit 12,1 Prozent der Erststimmen. Im Juni 2021 wurde Pazderski auf Platz 4 der Landesliste der Berliner AfD für die Bundestagswahl 2021 gewählt, verfehlte den Einzug jedoch erneut.
Im Mai 2024 trat Pazderski aus der AfD aus. Die AfD habe sich „immer weiter“ von seinen politischen Überzeugungen entfernt, sagte er.

## Politische Linie

### Berliner Kurs
Als Strategie der AfD Berlin stellte Pazderski den Berliner Kurs vor. Ziel dieser Strategie ist es, Wähler und mögliche künftige Koalitionspartner mit einer „gemäßigten, liberalen und sachorientierten Politik“ zu überzeugen. Für 2021 hielt Pazderski eine Tolerierung einer Minderheitsregierung für möglich.
Als Partei, die fast ein Fünftel der Wähler vertrete, müsse die AfD „ihre Regierungsfähigkeit möglichst bald herstellen und ihre Regierungswilligkeit deutlich machen“.
Verweigerten sich CDU und FDP einer Kooperation mit der AfD, würde sich dadurch die Wahrscheinlichkeit erhöhen, dass Rot-Rot-Grün dauerhaft im Senat bleibt. Eine bürgerliche Mehrheit gebe es nur mit der AfD, so Pazderski.

### Appell der 100 „Für eine geeinte und starke AfD“
Nach der Rede Björn Höckes beim Kyffhäusertreffen wurde am 10. Juli 2019 ein Aufruf veröffentlicht, in dem rund hundert AfD-Funktionäre dem Anführer des Flügels, Björn Höcke, Spaltungstendenzen und „Personenkult“ vorwarfen und den mit Höckes Kampfansage zur Neubesetzung des Bundesvorstandes verbundenen Machtanspruch zurückwiesen.
Mitunterzeichner Pazderski betonte zugleich die Bedeutung des Flügels: „Der Flügel kann eine ganz, ganz wichtige Rolle in der AfD spielen“, er müsse „die Partei nach rechts abdichten“. Zugleich stellte Pazderski klar: „Wir fordern nicht den Parteiausschluss.“ Er erwarte von Höcke, „dass er eine ganz klare Linie nach rechts zieht“.

### Bürgerlich-konservatives Profil der AfD
Nachdem die AfD 2020 nur knapp den Wiedereinzug in die Hamburgische Bürgerschaft geschafft hatte, appellierte Pazderski: „Die AfD muss ihr bürgerlich-konservatives Image schärfen und eine noch klarere Grenze nach Rechtsaußen ziehen“. Nach den Landtagswahlen in Rheinland-Pfalz und Baden-Württemberg 2021 forderte er erneut, die AfD müsse sich „endlich noch deutlicher von Rechtsaußen abgrenzen“.
Nach der Bundestagswahl 2021, bei der die AfD Berlin nur 8 Prozent erreichte, kritisierte Pazderski die Spitzenkandidatin Kristin Brinker scharf und gab ihr die Schuld am verhältnismäßig schlechten Ergebnis der Partei. Besonders kritisierte er, dass die AfD im Wahlkampf nicht ihre Ecken und Kanten gezeigt habe, sowie die Nähe Kristin Brinkers zum formal aufgelösten rechtsextremen AfD-Flügel und der Querdenker-Bewegung. Im Zuge dessen kritisierte Pazderski auch die gesamte AfD, die während des Wahlkampfes zu sehr die Annäherung zu Verschwörungstheoretikern gesucht habe, und forderte eine stärkere Abgrenzung vom rechten Rand. Die Nähe zu Querdenkern und Verschwörungstheoretikern sei „untauglich, konservative Wähler für die AfD zu begeistern“.

## Politische Positionen

### Armutszuwanderung
In seiner Eröffnungsrede zum Landesparteitag am 4. Mai 2019 führte Pazderski Probleme wie Wohnungsmangel, mangelnde Kindergartenplätze und Verwahrlosung auf eine verfehlte Einwanderungspolitik zurück. Für das Bevölkerungswachstum in Berlin sorgten in zunehmendem Maße die „Migranten ohne Perspektive aus der dritten Welt“. „Sie kommen aus den Armenhäusern und den auf vielen Gebieten zurückgebliebenen Gesellschaften im Nahen und im Mittleren Osten und aus Afrika. Von uns verlangen sie Versorgung und Unterkunft, ohne selbst viel bieten zu können und zu unserem Wohlstand beizutragen.“ Mehrfach forderte er einen Stopp der „unkontrollierten Armutszuwanderung aus der dritten Welt“. In seiner Eigenschaft als Landesvorsitzender erklärte Pazderski: „Berlin muss Berlin bleiben. Wir müssen den Mythos um die wachsende Stadt entlarven.“ Die rot-rot-grüne Landesregierung singe „unverdrossen Loblieder auf die wachsende Stadt“. Tatsächlich kämen viele der Neu-Berliner jedoch aus „Armutsgebieten“. Deutsche Babys seien „nach wie vor Mangelware“, erklärte er und mahnte: „Wir wollen uns nicht als Fremde in unserem Berlin fühlen.“

### Corona-Lockdown
Pazderski begründete am 6. Mai 2021 im Berliner Abgeordnetenhaus einen Antrag seiner Fraktion zur Corona-Politik: Wer den Gesundheitsschutz verabsolutiere, versündige sich an der Gesellschaft und schädige die Kinder für das ganze Leben. Die Maßnahmen zur Eindämmung der Covid-19-Pandemie seien „unverhältnismäßig, lebens- und wirtschaftsfeindlich“. Wenn „offenkundig alles nicht hilft, müssen wir bereit sein auch wieder zu öffnen“.

### Razzia bei Reichsbürgern
Nach der Verhaftung von Mitgliedern der Reichsbürger-Gruppe „Patriotische Union“, denen die Bildung einer terroristischen Vereinigung vorgeworfen wurde, schrieb Pazderski Anfang Dezember 2022, die „Razzia gegen die Greise der Reichsbürger“ sei „toll inszeniert und großes Kino“ gewesen. Sie habe es „prima verstanden, die Bluttat von Illerkirchberg aus den Schlagzeilen zu verdrängen“. Damit bezog er sich auf die Ermordung eines 14-jährigen Mädchens in Illerkirchberg durch einen Eritreer.

## Kontroversen

### Fake News zum US-Wahlkampf
Im November 2016 veröffentlichte die AfD eine Pressemitteilung Pazderskis mit dem Titel „Bundesregierung sponsert Clinton-Wahlkampf“. Darin behauptete Pazderski, das Bundesumweltministerium habe „mehrere Millionen“ Steuergelder in den Wahlkampf von US-Präsidentschaftskandidatin Hillary Clinton gesteckt. Das Berliner Landgericht hielt diese Behauptung als unwahr fest, sprach von „schwerwiegenden Vorwürfen“ und verpflichtete die AfD zu einer Richtigstellung.

### Ausschluss vom Holocaustgedenken
Am Rande des Gedenkens zur Pogromnacht im Jahr 1938 kam es 2018 zu einem Konflikt zwischen Pazderski und Verantwortlichen der Stiftung Denkmal der ermordeten Juden. Im Anschluss an eine Gedenkstunde im Berliner Abgeordnetenhaus zogen Politiker aller Parteien in einem Schweigemarsch zum Denkmal. Dort sollten zum Gedenken die Namen der 57.000 ermordeten Berliner Juden verlesen werden. Nach Darstellung Pazderskis lasen die Vorsitzenden aller Fraktionen im Abgeordnetenhaus jeweils Namen vor. Er sei jedoch von der Initiatorin des Mahnmals, Lea Rosh, daran gehindert worden. Sie habe gefragt, ob er von der AfD sei, und dann gesagt: „Sie lesen hier nicht vor.“ Der Direktor der Stiftung, Uwe Neumärker, habe auf sein Hausrecht verwiesen. Ein Parteifreund Pazderskis, der AfD-Politiker Andreas Wild, hatte bei dem Schweigemarsch mit einer blauen Kornblume, die er am Revers trug, provoziert. Die Kornblume galt in Österreich in den Dreißigerjahren als Erkennungszeichen der damals verbotenen Nationalsozialisten. Wild, der bereits 2017 aus der Fraktion ausgeschlossen worden war, wurde 2021 unter anderem wegen des Kornblumeneklats aus der AfD ausgeschlossen. Pazderski erklärte dazu: „Wild ist nicht politikfähig und hat weder in einer Parlamentsfraktion noch in einer demokratischen Partei etwas zu suchen. Eine konstruktive Zusammenarbeit mit ihm ist unmöglich“.
Nachdem die AfD Berlin über lange Zeit nur von einem Notvorstand geführt werden konnte und der EU-Abgeordnete Nicolaus Fest nicht mehr für den Parteivorsitz zur Verfügung stehen wollte, erklärte Pazderski am 4. März 2021, gemeinsam mit Beatrix von Storch für den Landesvorsitz der Berliner AfD zu kandidieren.

### #JaZuWeißenMännern
Ende 2018 brachte die Berliner AfD auf Twitter unter dem Hashtag #JaZuWeißenMännern einen Adventskalender heraus, auf dem ausschließlich Männer weißer Hautfarbe zu sehen waren, die „unsere Zivilisation und die Entwicklung der Welt entscheidend geprägt“ hätten und, wie Pazderski hervorhob, nicht unbedingt dem rechten Spektrum entstammen müssten. Weiße Männer seien, so Pazderski, „im Zuge einer längst aus den Fugen geratenen Gender-Kampagne in den letzten Jahren für Manche zum Schimpfwort geworden“. Wegen einer „bei Grünen und Linken grassierenden Diskriminierung“ würden weiße Männer heutzutage bei Karrierechancen oder öffentlichen Auftritten benachteiligt. Diese Aktion bezeichnete Matthias Kamann in der Welt als „absurd“ und „so einfältig wie anachronistisch“.

### COVID-19-Pandemie und Fridays for Future
Im März 2020 benannte Pazderski als Verantwortliche für die Verbreitung des Coronavirus Jugendliche und speziell die Klimaschützer von Fridays for Future. Dazu teilte er ein Video, in dem sich Jugendliche nacheinander einen Lutscher in den Mund steckten. Dieses Video  stammte allerdings nicht aus Deutschland und war zu diesem Zeitpunkt bereits fünf Monate alt. Zudem hatte Fridays for Future längst alle Demonstrationen abgesagt. Pazderski löschte den Tweet.

### Anschlag in Nizza 2020
Anfang November behauptete Pazderski in einem Facebookpost, dass der Attentäter zum Anschlag in Nizza 2020 durch die Seenotretter von Sea-Eye nach Europa gebracht wurde. Daraufhin erhielten die Regensburger Seenotretter Hassnachrichten, Anschuldigungen und Morddrohungen. Das italienische Innenministerium bestätigte, dass der Attentäter von Nizza selbstständig in einem Schlauchboot nach Lampedusa gekommen sei. Das Landgericht Berlin hat am 11. Dezember 2020 eine einstweilige Verfügung gegen Georg Pazderski dahingehend erlassen, die ihm die vorgenannte Äußerung untersagt. Ermittlungen gegen Pazderski nach Strafanzeige durch Sea-Eye wurden im März 2021 durch die Staatsanwaltschaft Berlin eingestellt.

### Beleidigung von Ricarda Lang
Mitte Dezember 2021 beleidigte Pazderski die Grünen-Politikerin Ricarda Lang aufgrund ihres Aussehens auf Twitter. Auf eine Aussage Langs, die Grünen hätten sich nichts weniger vorgenommen, als die Gesellschaft sozial und ökologisch umzubauen, antwortete Pazderski: „Und demnächst wird sie uns dann auffordern, den Gürtel enger zu schnallen“. Zahlreiche Nutzer, darunter auch prominente Vertreter anderer Parteien, sahen darin ein Beispiel für Sexismus und solidarisierten sich mit Lang. Der CDU-Generalsekretär Paul Ziemiak reagierte zum Beispiel auf Twitter mit folgenden Worten: „Würdelos und beleidigend. Anders kann man diesen widerlichen Tweet nicht bezeichnen.“

## Politische Einordnung
Alexander Häusler u. a. verorteten Pazderski in einer Studie aus dem Jahr 2016 im Auftrag der parteinahen Stiftung von Bündnis 90/Die Grünen, der Heinrich-Böll-Stiftung, im nationalkonservativen Parteiflügel.
Der Extremismusforscher Eckhard Jesse meinte 2020, Pazderski sei ein Politiker, „der weitaus mehr hinter dem demokratischen Verfassungsstaat steht als beispielsweise die Bundestagsabgeordneten Diether Dehm und Ulla Jelpke von der Partei Die Linke“.
Laut Maria Fiedler vom Tagesspiegel gilt Pazderski „als vergleichsweise gemäßigt und als einer der letzten Landeschefs, die es mit der Abgrenzung der AfD nach Rechtsaußen tatsächlich ernst meinen“. Er wolle die AfD „koalitionsfähig machen“. Auch Justus Bender und Markus Wehner schrieben in der Frankfurter Allgemeinen Zeitung, Pazderski gelte „als liberalkonservativ“ und setze auf einen „pragmatischen Kurs, auf eine mittelfristige Übernahme von Regierungsverantwortung und eine klare Abgrenzung gegen Rechtsaußen“.